# Galeotto Franciotti della Rovere
Galeotto Franciotti della Rovere (zm. 11 września 1508) – włoski biskup i kardynał od 1503.

## Życiorys
Nie jest znana dokładna data urodzenia Galeotto. Podawane są daty między 1471 a 1480, jednak jego rodzice pobrali się dopiero w czerwcu 1480, a w źródłach nie zachowały się żadne informacje wskazujące na wątpliwości co do jego ewentualnego pochodzenia z nieprawego łoża, jak również brak jest informacji o dyspensie z powodu nieosiągnięcia wieku kanonicznego w momencie otrzymania sakry biskupiej w 1504.
Był krewnym papieża Juliusza II, który w listopadzie 1503 mianował go biskupem Lukki i kardynałem prezbiterem San Pietro in Vincoli. Po śmierci kardynała Ascania Marii Sforzy Viscontiego w maju 1505 został jego następcą na stanowiskach biskupa Cremony i wicekanclerza Kościoła. Pełnił też funkcje: legata w Bolonii (1506), administratora diecezji Vicenzy (od sierpnia 1507), administratora archidiecezji benewenckiej (1504–1508). Był protektorem artystów i intelektualistów. Przyjaźnił się z kardynałem Giovannim de Medicim. Sygnował bullę Juliusza II z 1 grudnia 1507.
Zmarł w bardzo młodym wieku 11 września 1508, a posiadane przez niego beneficja oraz sprawowane urzędy jeszcze tego samego dnia papież Juliusz II przeniósł na innego swojego krewnego, Sisto Gara della Rovere.